# Meliosma matudai
Meliosma matudai är en tvåhjärtbladig växtart som beskrevs av Cyrus Longworth Lundell. Meliosma matudai ingår i släktet Meliosma och familjen Sabiaceae. Inga underarter finns listade.